# Janjinski albanski odbor
Janjinski albanski odbor (alb. Komiteti Shqiptar i Janinës) bila je albanska organizacija iz 19. stoljeća, osnovana radi obrane albanskih prava.
Osnovan je svibnja 1877. u grčkom gradu Janjini (grč. Ioannina), onda dijelom Osmanskog Carstva. Osnivači su bili Abdyl Frashëri iz Frashëra (današnja Albanija), središnja osoba albanskog narodnog preporoda, Mehmet Ali Vrioni iz Berata (također iz današnje Albanije) te drugi ugledni pripadnici albanskog naroda iz Janjine.